# Ilmatsalu (wieś)
Ilmatsalu – wieś w Estonii, w prowincji Tartu, w gminie Tähtvere.